# La máquina del tiempo (serie de novelas)
La Máquina del Tiempo es una serie de novelas infantojuveniles publicadas por Bantam Books (Timun Mas en España) desde 1984 hasta 1989, en un estilo similar a su afamada serie de novelas interactivas Elige tu propia aventura. Cada libro está escrito en segunda persona, con la opción de que el lector progrese en la historia de acuerdo con sus propias elecciones. Esta serie fue diseñada  por Byron Preiss Visual Publications.
La principal diferencia entre las series Elige tu propia aventura y La Máquina del Tiempo radica en que la segunda se direcciona a un solo final, forzando al lector a intentar distintas opciones hasta descubrirlo. Asimismo, la serie trata de enseñar acerca de varios contenidos, desde dinosaurios hasta la Segunda Guerra Mundial. Sólo el sexto libro de la serie, Los Anillos de Saturno, se aleja de la Historia tradicional, dado que se sitúa en el futuro, pero enseña contenidos acerca del sistema solar. Algunos tomos le dan al lector la opción de elegir entre una pequeña lista de objetos al comienzo, elección que luego afectará a los eventos posteriores (por ejemplo, "Si trajiste la navaja de bolsillo, ve a la página 52; si no, vuelve a la página 45"). Otra gran diferencia entre la serie de novelas de La Máquina del Tiempo y Elige tu propia aventura está en las pistas que se dan en ciertos momentos de la historia, en los que al lector se le recomendó buscar pistas al final del libro. Un ejemplo de esto está en Misión en la II Guerra Mundial, acerca del levantamiento del Gueto de Varsovia, en que al lector se le daba la opción de comenzar la misión en el Gueto judío o en la parte aria de Varsovia, en la que la pista indicaba "Hitler pudo haber tenido familiares judíos", sugiriéndole al lector que debería comenzar en la parte judía de la ciudad, pero no de manera obligatoria, ya que también se podía ignorar la pista en primer lugar.
La serie tuvo una derivación orientada a lectores jóvenes, las novelas El Viajero del Tiempo.

## SerieLa Máquina del Tiempo

### 1984
- 1. El Secreto de los Caballeros de Jim Gasperini, ISBN 0-553-23601-6
- 2. Al Encuentro de los Dinosaurios de David Bischoff, ISBN 0-553-23602-4
- 3. La Espada del Samurai de Michael Reaves and Steve Perry, ISBN 0-553-24052-8
- 4. La Ruta de los Piratas de Jim Gasperini, ISBN 0-553-23808-6
- 5. La Guerra de Secesión de Steve Perry, ISBN 0-553-24183-4

### 1985
- 6. Los Anillos de Saturno de Arthur Byron Cover, ISBN 0-553-24424-8
- 7. La Era Glacial de Dougal Dixon, ISBN 0-553-24722-0
- 8. El Misterio de la Atlántida de Jim Gasperini, ISBN 0-553-25073-6
- 9. El Pony Express de Stephen Overholser, ISBN 0-553-25180-5
- 10. La Revolución Americana de Arthur Byron Cover, ISBN 0-553-25300-X

### 1986
- 11. Misión en la II Guerra Mundial de Susan Nanus and Marc Kornblatt, ISBN 0-553-25431-6
- 12. En Busca de las Fuentes del Nilo de Robert W. Walker, ISBN 0-553-25538-X
- 13. El Secreto del Tesoro Real de Carol Gaskin, ISBN 0-553-25729-3
- 14. La Hoja de la Guillotina de Arthur Byron Cover, ISBN 0-553-26038-3
- xx. La Llama de la Inquisición de Marc Kornblatt, ISBN 0-553-26160-6 (no publicada en España)

### 1987
- 15. En Busca de las Ciudades de Oro de Richard Glatzer, ISBN 0-553-26295-5
- 16. El Detective de Scotland Yard de Seymour V. Reit, ISBN 0-553-26421-4
- 17. La Mascarilla del Héroe de Carol Gaskin and George Guthridge, ISBN 0-553-26674-8
- 18. La Espada del César de Robin Stevenson and Bruce Stevenson, ISBN 0-553-26531-8
- 19. Rumbo a Australia de Nancy Bailey, ISBN 0-553-26793-0
- 20. El Imperio Mongol de Carol Gaskin, ISBN 0-553-26906-2

### 1988
- 21. El Último Dinosaurio de Peter Lerangis, ISBN 0-553-27007-9
- 22. La Leyenda del Rey Arturo de Ruth Ashby, ISBN 0-553-27126-1
- 23. El Barón Rojo de Richard Mueller, ISBN 0-553-27231-4

### 1989
- 24. Las Claves Secretas de Peter Lerangis, ISBN 0-553-28157-7